# Porsche Super

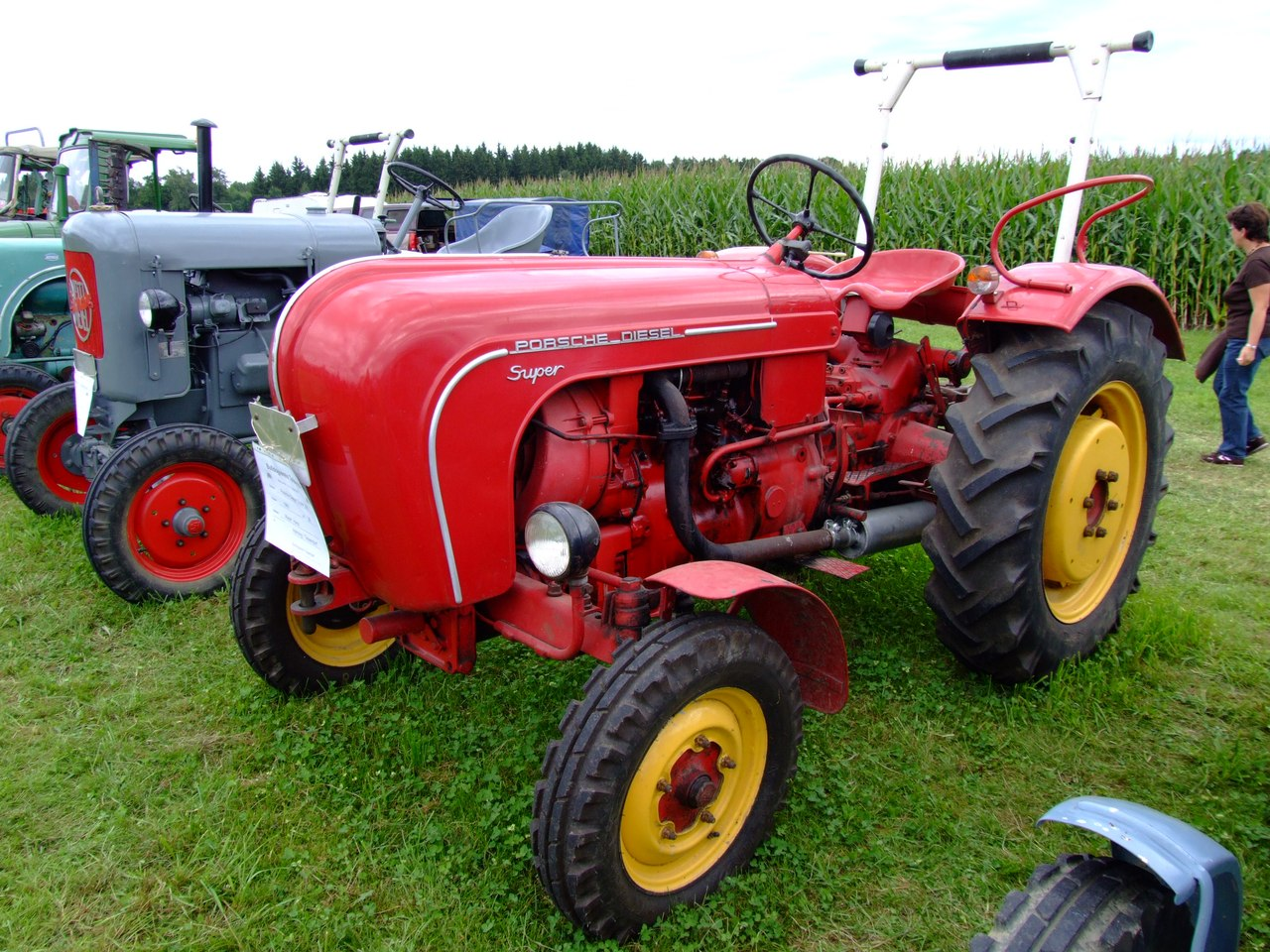
Porsche-Diesel Super 308 38PS z 1960

Porsche Diesel Super – ciągnik rolniczy produkowany przez Porsche-Diesel. Zasilany trzycylindrowym, chłodzonym powietrzem silnikiem Diesla o pojemności 2625 cm3.

## Modele
- Super N 308 - 28 kW (38 KM)
- Super L 308 - 28 kW (38 KM)
- Super S 308 - 28 kW (38 KM)
- Super B 308 - 28 kW (38 KM)
- Super N 309 - 29 kW (40 KM)
- Super S 309 - 29 kW (40 KM)
- Super B 309 - 29 kW (40 KM)
- Super L 318 - 29 kW (40 KM)
- Super L 319 - 29 kW (40 KM)
- Super Export 329 - 26 kW (35 KM)
- Super 339 - 22 kW (30 KM)